# Procés de Claus

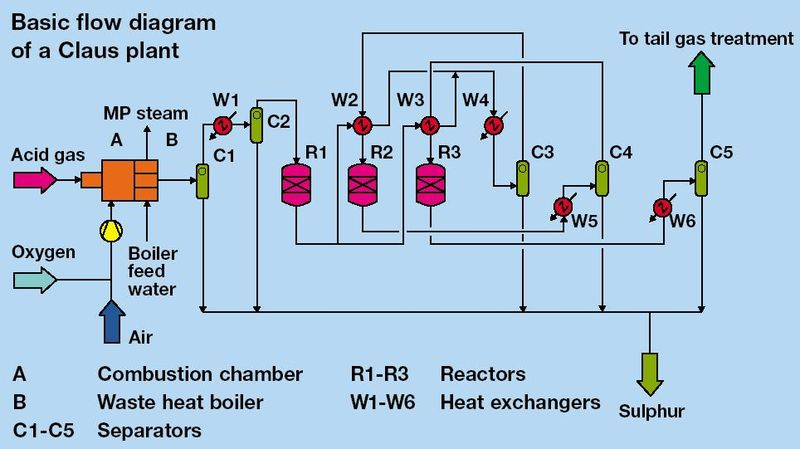
Esquema del procés de Claus

El procés de Claus és el procés més habitual per a la transformació de l'àcid sulfhídric, a fi d'obtenir sofre elemental. Fou inventat el 1883 pel químic Carl Friedrich Claus.

## Característiques
Compostos a base de sofre són habitualment presents al gas natural i el petroli brut que s'extreu dels pous petrolífers. En general, els compostos de sofre tal quals són difícils d'eliminar, per la qual cosa es recorre a la hidrodessulfuració, el producte principal de la qual és l'àcid sulfhídric (H₂S). La seva eliminació dels corrents provinents dels pous, siguin de gas, petroli o una mescla d'aquests, és fonamental i una de les etapes més delicades i perilloses. L'àcid sulfhídric és altament tòxic i per aquest motiu sempre se l'elimina en instal·lacions específiques abans del tractament del petroli a la refineria o la distribució del gas metà, adoptant totes les mesures de seguretat apropiades.
El H₂S és extret del petroli o gas natural mitjançant compostos amínics (MEA, DEA o TEA) i seguidament recuperat i tractat per obtenir-ne sofre elemental.
El mecanisme de reacció és complex i en general es duu a terme en dues etapes.
Al primer reactor, anomenat «reactor tèrmic», a 1400 °C, té lloc una reacció d'oxidació:
{\displaystyle \mathrm {H_{2}S+3/2\;O_{2}\leftrightarrows SO_{2}+H_{2}O} }
Aquest reactor és alimentat amb 1/3 de H₂S total i oxigen en quantitat estequiomètrica.
Després que a aproximadament 230 °C tingui lloc la reacció del SO₂ produït amb el residu de H₂S (2/3 del total) en un o més reactors catalítics (la bauxita i el vanadi són catalitzadors habituals del procés de Claus) per produir sofre elemental:
{\displaystyle \mathrm {2\;H_{2}S+SO_{2}\leftrightarrows 3\;S+2\;H_{2}O} }
La conversió teòricament assolible no supera el 96-97%; volent assolir una reducció de l'hidrogen sulfurat de l'ordre del 99,8%, com preveuen les normatives vigents a Itàlia, el gas sortint de la instal·lació, que s'anomena «gas de cua» i encara conté H₂S i SO₂ que no han reaccionat, és enviat a instal·lacions de tractament dels gasos de cua on, breument, el diòxid de sofre torna a ser reduït mitjançant hidrogen, en un reactor catalític, en H₂S que és reabsorbit per un corrent d'amina. L'amina va, per tant, a les unitats de regeneració, per on el H₂S és alliberat i retornat a la instal·lació on es duu a terme el procés de Claus.